# Bahnhofstraße (Bayreuth)

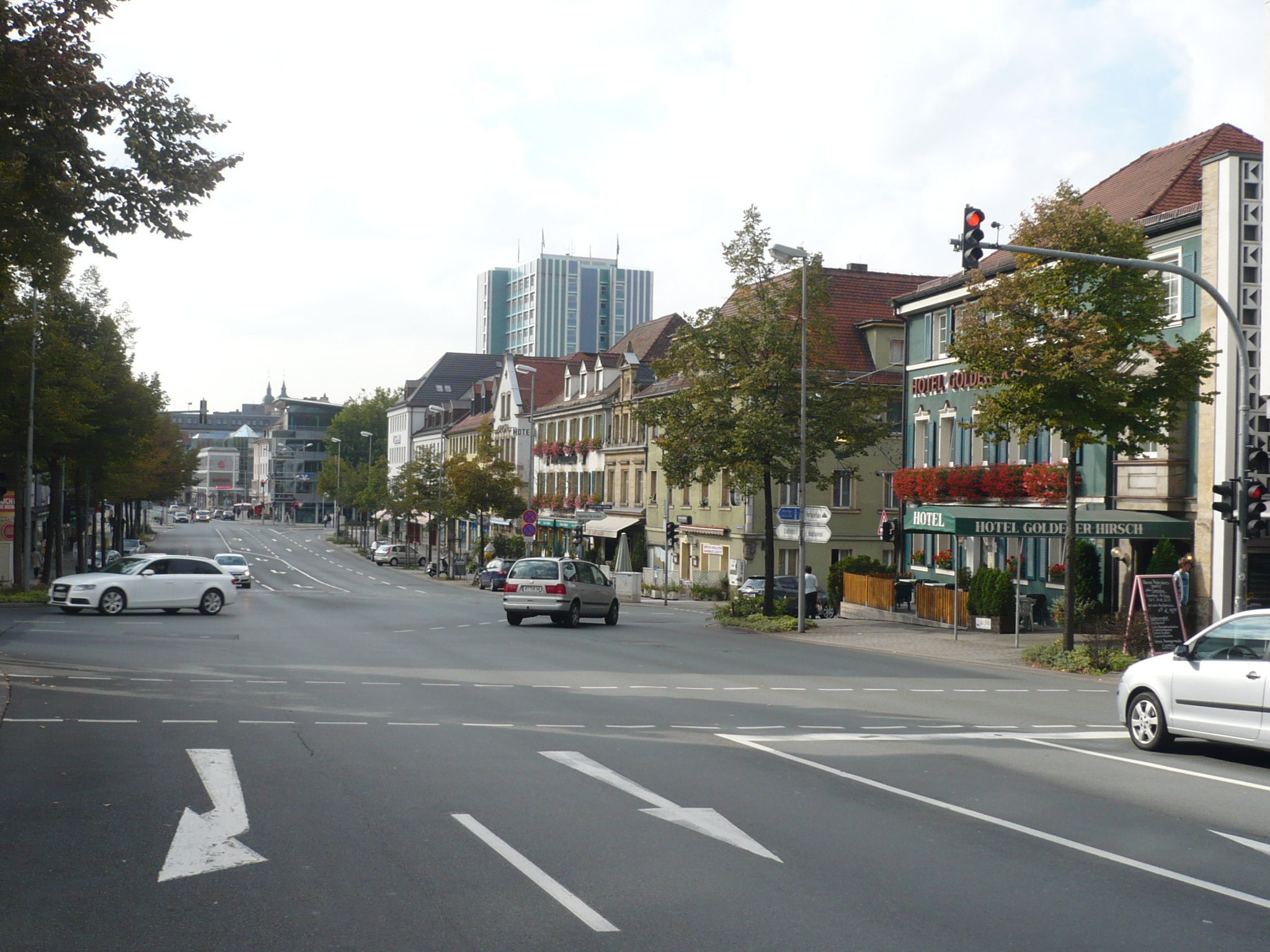
Bahnhofstraße von Norden, Blickrichtung Innenstadt, im Vordergrund die Kreuzung mit dem Straßenzug Tunnelstraße–Carl-Schüller-Straße

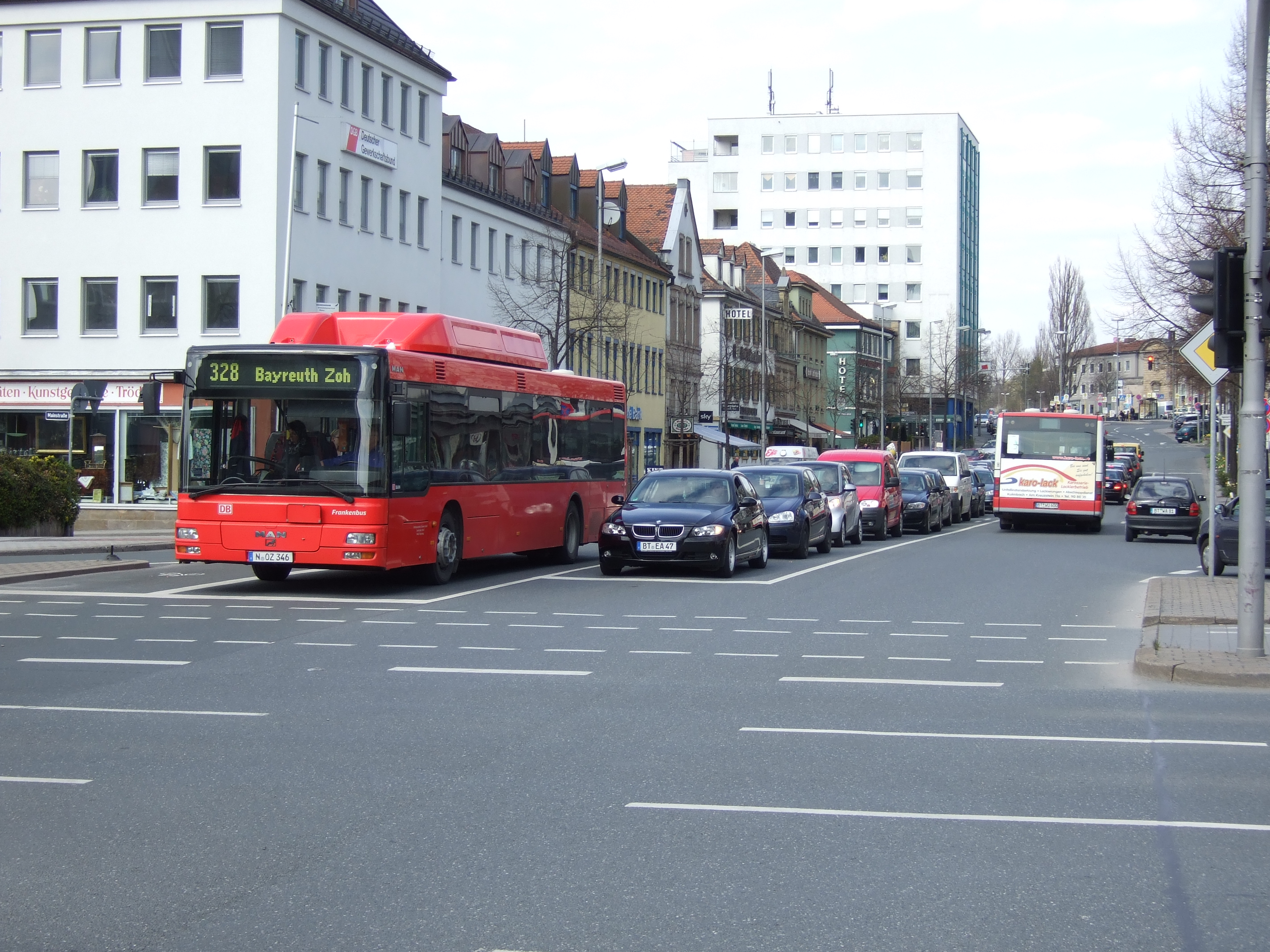
Annecyplatz: Mündung der Bahnhofstraße in den Hohenzollernring, links Bahnhofstraße 1 an der Ecke zur Mainstraße, im Hintergrund das markante Hochhaus „Barmenia-Haus“

Die Bahnhofstraße ist eine Straße in der oberfränkischen Stadt Bayreuth. Sie ist ca. 345 m lang, führt vom Annecyplatz zum Beginn der Bürgerreuther Straße am Hauptbahnhof und überwindet dabei weitgehend geradlinig einen Höhenunterschied von rund 10 m. An ihrem nördlichen Ende ist sie zum Bahnhofsplatz aufgeweitet.

## Geschichte und Beschreibung

Bahnhofstraße um 1900, Blick auf das quer zur Straßenachse stehende Empfangsgebäude der „Pachtbahn“, links das Gasthaus „Zum goldenen Schwan“ (Bahnhofstraße 1) noch mit verputzter Fassade

Neue Kasernbrücke, Bahnhofstraße und Mainkaserne, um 1900

Bahnhofstraße um 1910: Die Neue Kasernbrücke ist durch die Ludwigsbrücke ersetzt, das Fachwerk des Gasthauses „Zum goldenen Schwan“ ist freigelegt

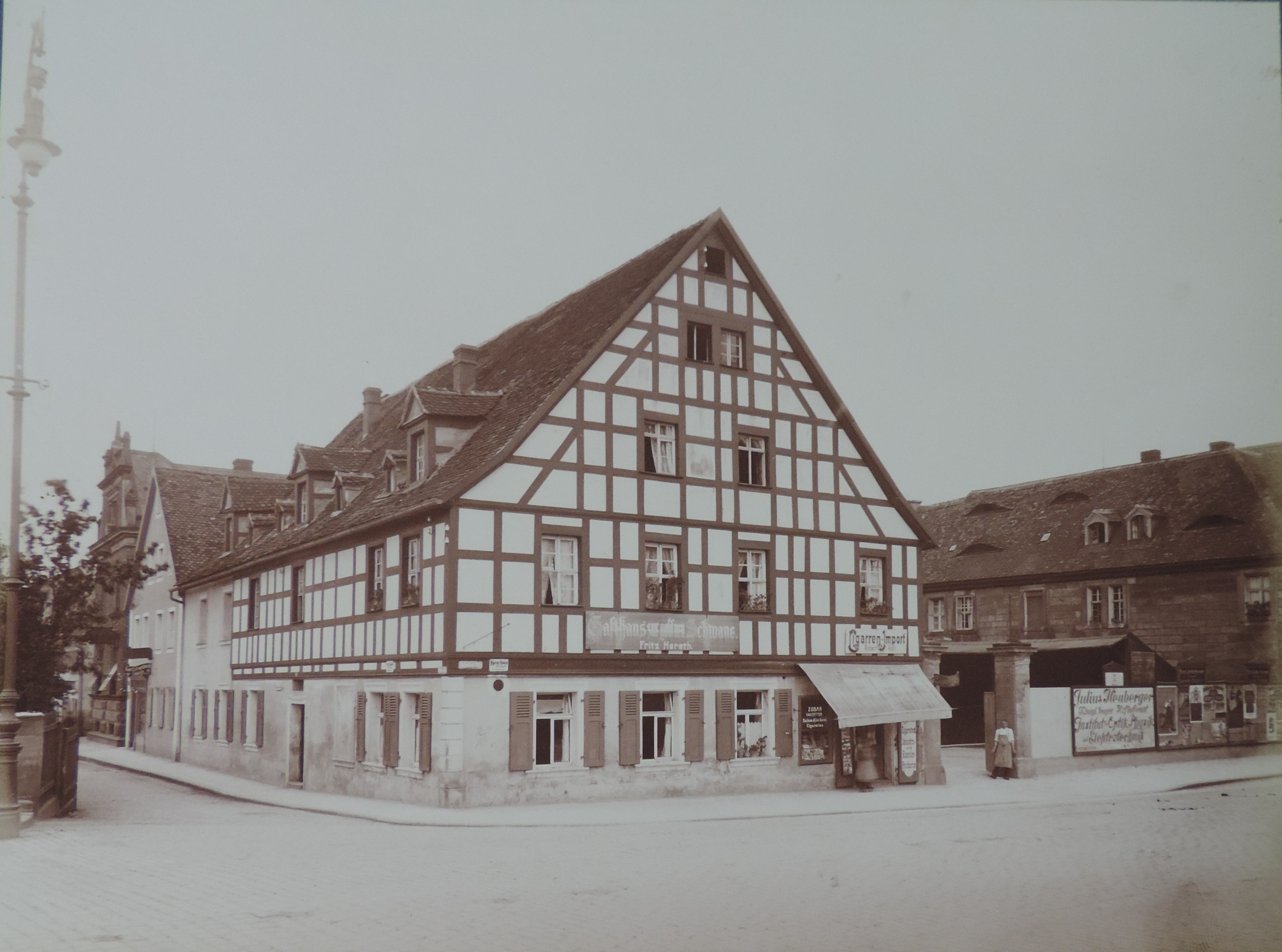
Gasthaus „Zum goldenen Schwan“ um 1910, 1945 bei einem Bombenangriff zerstört

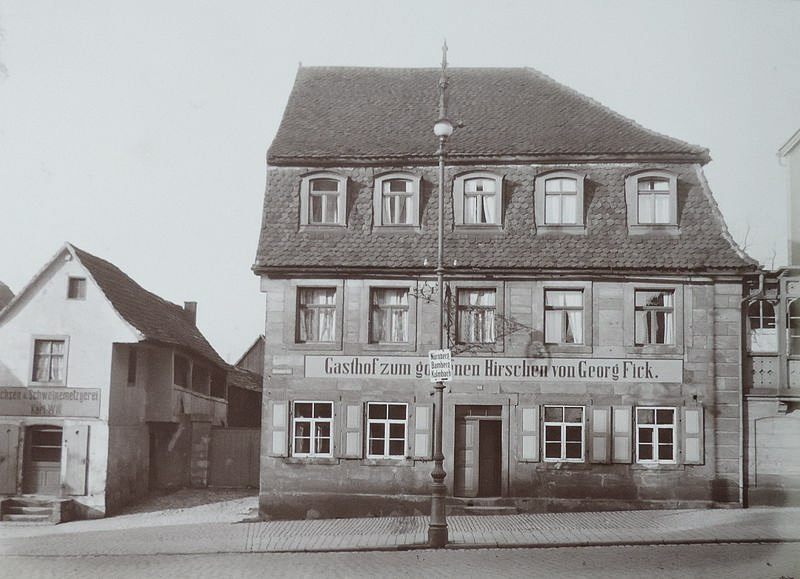
Gasthof zum goldenen Hirschen, Bahnhofstraße 13, um 1910

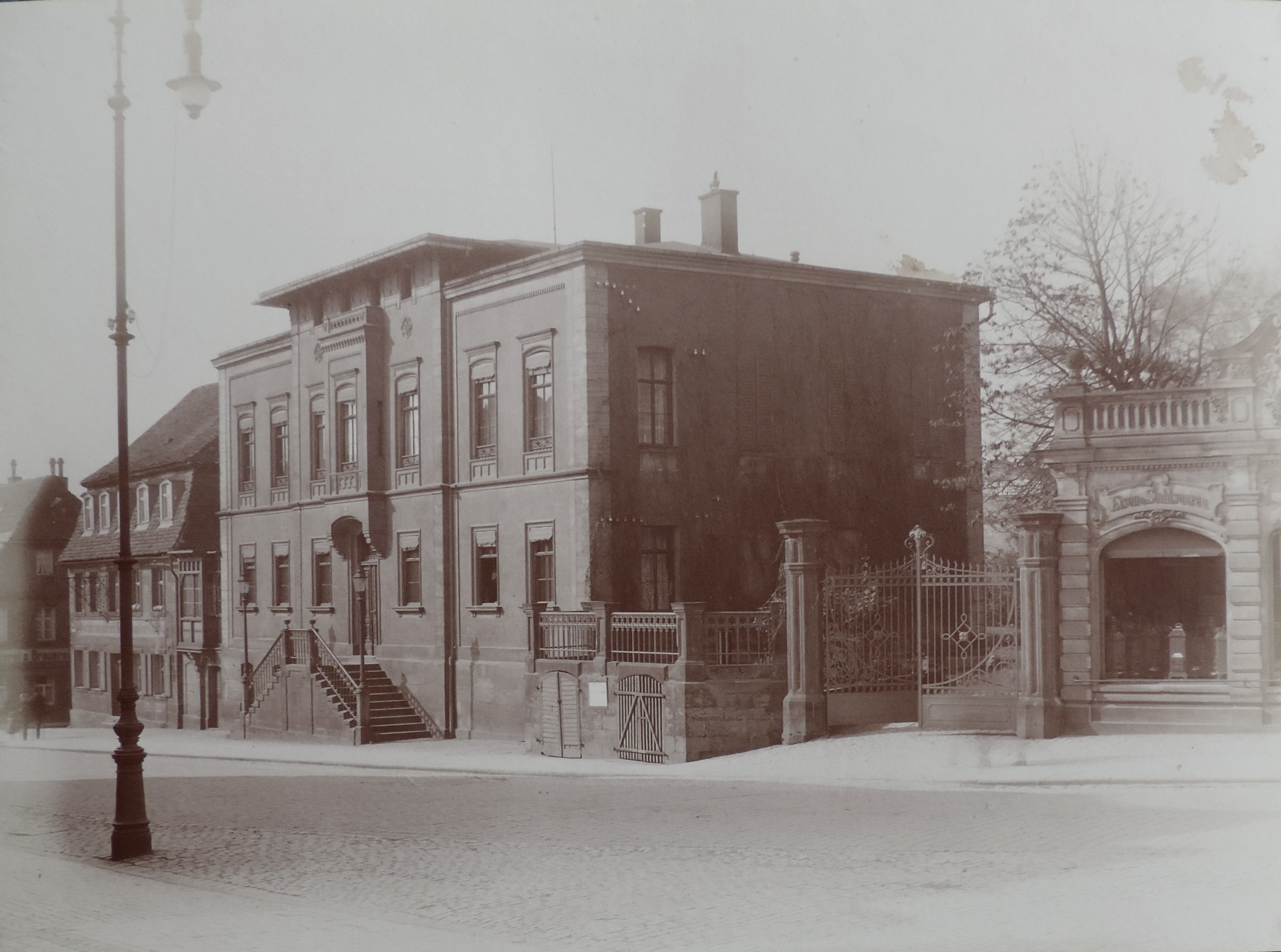
Villa des Bankiers Friedrich Feustel, Bahnhofstraße 15 am Bahnhofsplatz, rechts Eisenhandlung Bauer

Die heutige Bahnhofstraße wurde vermutlich im 15. Jahrhundert als neue Verbindung über den Roten Main nach Laineck und Bindlach angelegt. Im Ersten Stadtbuch ist überliefert, dass sie im Jahr 1444 gepflastert und bis 1752 als „Neuer Weg“ bezeichnet wurde. Dieser Name ging auf das an der Straße, außerhalb der Stadtmauer gelegene Armenviertel Neuer Weg über.
Zunächst querte den Fluss ein hölzerner Steg, den nur Fußgänger benutzen konnten – Pferde und Wagen mussten den Fluss durch eine Furt passieren. 1752 wurde der Steg durch eine steinerne Brücke ersetzt. Die Öffnungen der fünfbogigen Brandenburgerbrücke, später „Neue Kasernbrücke“ genannt, deren mittlerer Pfeiler auf einer von drei kleinen Inseln ruhte, erwiesen sich allerdings als zu klein. Bei Hochwasser bildeten die Fluten einen gefährlichen Rückstau. Auch stellte sich die Fahrbahnbreite als zu gering heraus. Die barocke Brandenburgerbrücke wies mit Figuren verzierte eiserne Laternen auf. In den Jahren 1904/05 wurde sie durch einen repräsentativen Neubau nach Plänen von Adam Stuhlfauth ersetzt. Doch auch die dreibogige Ludwigsbrücke mit höherem Wasserdurchlass konnte die Hochwasserkatastrophe des Jahres 1909 nicht abwenden, weshalb das Flussbett 1916 „reguliert“ wurde. Im Zuge des Baus des mehrstreifigen Hohenzollernrings wurde die Ludwigsbrücke 1968 abgebrochen und der Rote Main in diesem Bereich gedeckelt. Die Stelle trägt heute den Namen der Bayreuther Partnerstadt Annecy.
Nach der Vollendung der Brandenburgerbrücke ordnete Markgraf Friedrich III. am 11. Dezember 1752 an, den gesamten Straßenzug (einschließlich des heutigen Luitpoldplatzes) als Jägerstraße zu benennen. Namengebend war das auf der Nordseite des Flusses gelegene Jägerhaus, das als hochfürstliches Jägerei- und Zeughaus sowie als Dienstwohnung des Leiters des markgräflichen Jagdwesens diente. Das erste Jägerhaus, ein schmales, zweigeschossiges Gebäude, wurde 1760 durch ein palastähnliches Bauwerk mit drei Etagen ersetzt. Im April 1945 wurde dieses durch einen Bombentreffer teilweise zerstört und in den ersten Nachkriegsjahren vollständig abgetragen.
Mit der ersten bayerischen Pachtbahn wurde Bayreuth, als eine der ersten bayerischen Städte, an das im Entstehen begriffene deutsche Eisenbahnnetz angeschlossen. Die feierliche Eröffnung der Bahnstrecke von Neuenmarkt fand, nach Probefahrten ab Mitte des Monats, am 18. November 1853 statt. Der erste Bahnhof war ein Kopfbahnhof, dessen Terrain von Norden her etwa in Höhe der Südmauer des heutigen Bahnhofsgebäudes endete. Mit dem Bau eines soliden Stationsgebäudes wurde erst im August 1856 begonnen, fertiggestellt wurde es vermutlich erst nach 1857. Es entstand ein zweigeschossiges Bauwerk im neugotischen Stil, mit Spitzbogenfenstern und einem vorspringenden Mittelrisalit mit Glockentürmchen. Das Gebäude stand schräg zur Gleisachse, mit der Front zu der in die Stadt führenden Jägerstraße. 1879 wurde es durch das heutige Empfangsgebäude abgelöst und teilweise der Königlich Bayerischen Post überlassen. Am 5. April 1945 fiel es den Bomben des ersten großen Luftangriffs auf Bayreuth zum Opfer.
Im Jahr 1889 wurde der nördlich des Roten Mains gelegene Teil der Jägerstraße in Bahnhofstraße umbenannt. Der Bahnhofsvorplatz trug im 18. Jahrhundert zunächst den Namen „Vor dem Cottenbacher Tor“, da dort die Straße nach Cottenbach von der nach Osten abknickenden Jägerstraße abzweigte. Die Straße Brandenburger Tor als Fortsetzung der Jägerstraße in Richtung Sankt Georgen querte nach dem Bau der „Ostbahn“ im Jahr 1863 das Gleisfeld im Bahnhofsbereich, was zu erheblichen Behinderungen des Straßenverkehrs führte. 1875 wurde daher südlich davon mit der Tunnelstraße eine Unterfahrung der Gleise eröffnet; der bisherige Bahnübergang wurde aufgegeben, für Fußgänger aber 1885 eine metallene Brücke, der 1940 wieder abgebrochene „Eiserne Steg“, errichtet.
Von den Gebäuden an der östlichen Straßenseite überstand keines den Zweiten Weltkrieg. Größter Komplex war bis 1945 die 1739 als „Jägerkaserne“ fertiggestellte Mainkaserne gewesen. 1701 hatte Markgraf Christian Ernst an der heutigen Kolpingstraße eine Reiterkaserne errichten lassen, die 1737 wegen Baufälligkeit abgerissen und bis 1739 durch einen Neubau ersetzt wurde. Dessen architektonisches Vorbild war das Schloss Pommersfelden; er war ein architektonisches Pendant zum Alten Schloss, dessen Hauptfront ursprünglich nach Norden gerichtet war. Der Blick aus dessen Nordflügel traf auf die Kaserne als „Point de Vue“.
In den oberen Stockwerken der Mainkaserne waren 500 Soldaten, im Erdgeschoss die Ställe untergebracht. Nach dem Verkauf des Fürstentums an das Königreich Bayern im Jahr 1810 diente das Gebäude als Infanteriekaserne für rund 1000 Soldaten. 1903 wurde die Kaserne zugunsten des neuen Kasernenviertels aufgegeben und 1912 von der Stadt erworben. Fortan diente sie sozial schwachen Familien als Wohngebäude und während des Zweiten Weltkriegs Gästen der „Kriegsfestspiele“ als Unterkunft. Im April 1945 wurde auch sie durch Fliegerbomben weitgehend zerstört, die letzten Reste wurden 1948 beseitigt. Das unzerstört gebliebene Wachhäuschen an der Ludwigsbrücke, ein eingeschossiger Sandsteinquaderbau mit Walmdach, verschwand mit deren Abriss.
Auf der östlichen Straßenseite wurden im April 1945 zudem zerstört:
- Bahnhofstraße 6 (viergeschossiges, traufständiges Eckhaus zur Tunnelstraße); zuletzt Drogerie Adami
- Bahnhofstraße 8 (zweigeschossiges, giebelständiges Sandsteingebäude mit Walmdach und straßenseitigem Zwerchhaus); zuletzt Gasthaus zur Krone
- Bahnhofstraße 10 (zweigeschossiges, giebelständiges Sandsteingebäude mit Krüppelwalmdach und eingeschossigem, flachen Anbau); zuletzt Friseurgeschäft Hans Reiß, mit Benzinpumpe am Gehsteigrand[16]
- Bahnhofstraße 12
- Bahnhofstraße 14,[17] 1861/62 von Friedrich Feustel als Bankgebäude (spätere Bayerische Vereinsbank) errichtet,[18] seit 1918 Hotel Bayerischer Hof[19]
- Bahnhofstraße 16 und 18

An der Ecke der zerstörten Mainkaserne wurde bis Ende 1949 eine Reihe von eingeschossigen Kiosken errichtet, ebenfalls Ende 1949 das nördliche Eckhaus an der Tunnelstraße vollendet. Das Jägerhaus, dessen nördlicher Teil noch existierte, sollte nach dem Willen der Stadtväter wiederaufgebaut werden, seine Ruine musste 1956 aber dem Filmpalast, dem bis dahin größten Lichtspieltheater der Stadt, weichen. Dieser existierte bis 1970. Auf der Fläche der ehemaligen Kaserne, zwischen der neu geschaffenen Kolpingstraße und dem Roten Main, wurde am 12. Juli 1959 ein Verkehrskindergarten eröffnet.
Auf der westlichen Straßenseite hatten einige Häuser das „Dritte Reich“ überstanden. Das prägnante Gasthaus „Zum goldenen Schwan“ (Bahnhofstraße 1), dessen Fachwerk 1904 freigelegt worden war, überlebte den Bombenkrieg jedoch nicht. Die Villa des Bankiers Friedrich Feustel, zuletzt im Besitz von Adolf von Groß, wurde in April 1945 nur teilweise zerstört. Endgültig abgebrochen wurde sie in den 1960er Jahren, um dem Neubau eines Hochhauses („Barmenia-Haus“) zu weichen. Erhalten blieb das Haus Bahnhofstraße 7, ein giebelständiger, zweigeschossiger Sandsteinquaderbau mit Neorenaissance-Fassade, Satteldach und Zwerchhaus von 1887. Dort hatte im frühen 20. Jahrhundert das „Erste optisch-mechanisch physikalische elektrische Institut“ des Hoflieferanten Julius Heuberger seinen Sitz.

## Verkehr
Bis zur Vollendung der Albrecht-Dürer-Straße und deren Verknüpfung mit der Wölfelstraße war die Bahnhofstraße zwischen der Tunnelstraße und dem Luitpoldplatz Abschnitt der Reichs- und späteren Bundesstraße 2. Nach wie vor hat sie Bedeutung als Zufahrt zum Hauptbahnhof, zum Richard-Wagner-Festspielhaus und in den Stadtteil Sankt Georgen.
Ungefähr auf halber Länge wird die Bahnhofstraße von der Achse Carl-Schüller-Straße–Tunnelstraße rechtwinklig, mit leicht gegeneinander versetzten Einmündungen, ampelgesichert gekreuzt. Auch die Main- und die Mittelstraße (auf der Westseite) sowie die Kolpingstraße und die Straße Am Jägerhaus (auf der Ostseite) münden rechtwinklig in die Bahnhofstraße. Lediglich die Friedrich-von-Schiller-Straße zweigt in einem spitzen Winkel, bereits in Höhe des Bahnhofsplatzes, aus der Straße aus. Auf dem Bahnhofsplatz existiert eine Mehrfachhaltestelle für Stadt- und Regionalbusse.

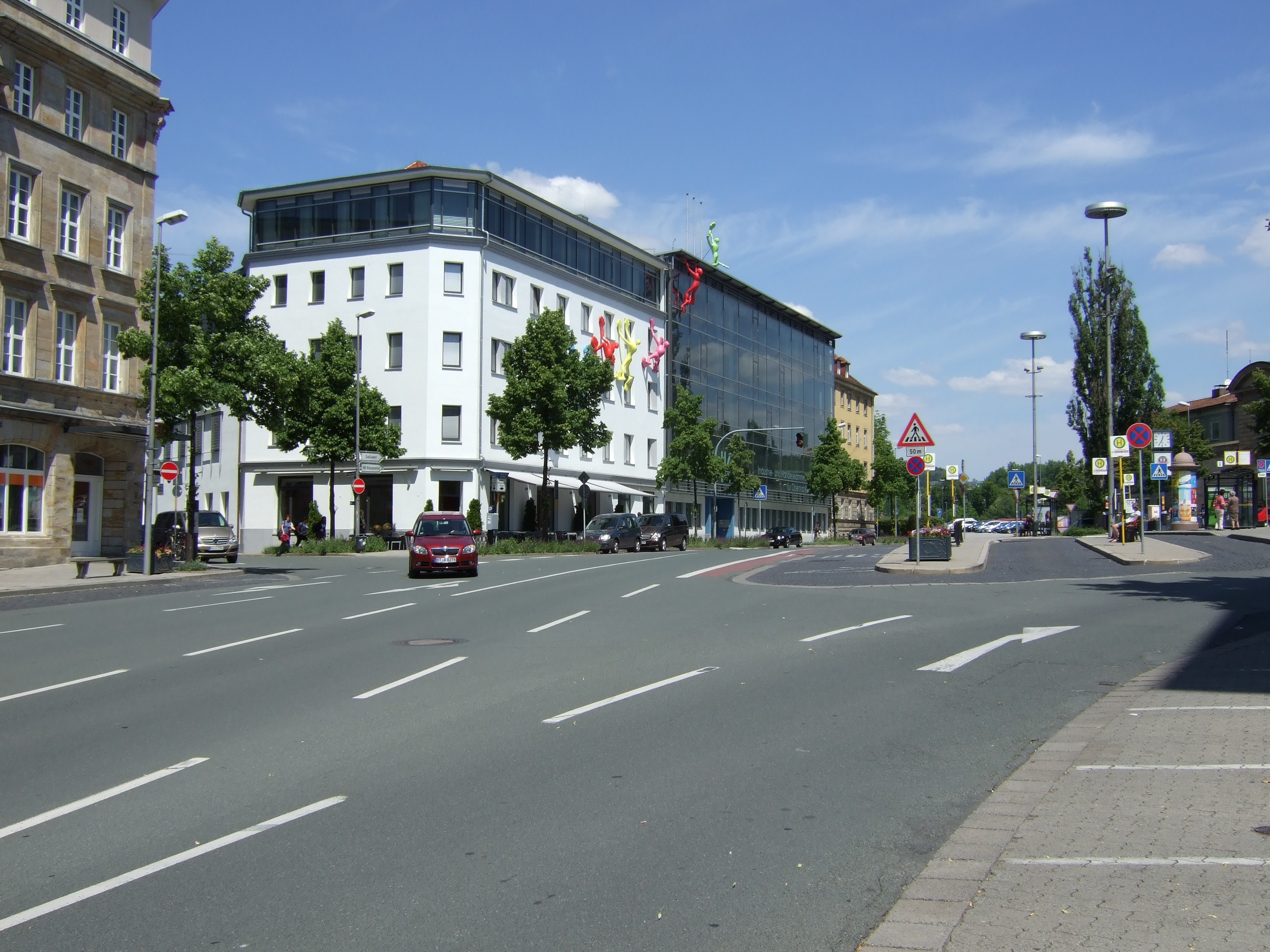
Mündung in den Bahnhofsplatz – nach rechts ging es zum 1875 geschlossenen Bahnübergang am Brandenburger Tor
Fiaker auf dem Bahnhofsplatz, im Hintergrund das Festspielhaus (um 1905)
Bahnhofsplatz mit altem (links) und aktuellem Empfangsgebäude (1908)
Obere Bahnhofstraße mit der Villa (links) und dem Bankhaus (Mitte rechts) Feustel (vor 1908)